# 598
598(오백구십팔)은 597보다 크고 599보다 작은 자연수다.

## 수학
- 합성수로, 그 약수는 1, 2, 13, 23, 26, 46, 299, 598이다. 진약수의 합은 410이므로, 598은 부족수다.
- 72번째 쐐기수다. 앞의 쐐기수는 595, 다음 쐐기수는 602이다.
- 각 자릿수의 순차적 거듭제곱의 합으로 이루어진 수다. ({\displaystyle 5^{1}+9^{2}+8^{3}=598})
- {\displaystyle 47^{4}-1}은 598로 나누어떨어진다.

## 과학
- NGC 598: 삼각형자리 방향에 있는 나선은하인 삼각형자리 은하.

## 군사
- U-598(영어판): 제2차 세계 대전에 사용된 나치 독일의 군용 잠수함.

## 문화유산
- 대한민국의 보물 제598호: 도기 말머리장식 뿔잔

## 기타
- 연도: 598년, 기원전 598년